# Xã Richwood, Quận Jersey, Illinois
Xã Richwood (tiếng Anh: Richwood Township) là một xã thuộc quận Jersey, tiểu bang Illinois, Hoa Kỳ. Năm 2010, dân số của xã này là 653 người.